# Halina Sembrat
Halina Franciszka Romualda Sembrat (ur. 14 maja 1908 w Krakowie, zm. 15 lutego 1974 w Londynie) – polska pianistka i kompozytorka.
Młodsza siostra Kazimierza Sembrata, córka Romualdy z domu Suchcitz i Franciszka, właściciela zakładu wychowawczego dla chłopców – uczniów szkół średnich w Krakowie. Uczęszczała do gimnazjum urszulanek i św. Jadwigi w Krakowie, gdzie uzyskała maturę w 1925. Potem do 1929 pobierała nauki w krakowskim konserwatorium, które ukończyła ze złotym medalem; jej nauczycielem był pianista Egon Petri. Dalsze studia muzyczne podjęła w Berlinie, gdzie u Artura Schnabla doskonaliła swój warsztat gry na fortepianie, a u Hugona Leichtentritta pobierała nauki teorii i kompozycji.
Koncertowała już w młodości (pierwszy występ miała w 1924 w Bielsku); w 1927 dała w Bielsku koncert Es-dur Ferenca Liszta, w 1929 w Polskim Radiu w Krakowie grała Liszta, Prokofjewa i Albéniza. W 1932 w konkursie radia krakowskiego otrzymała II nagrodę, a rok później – II dyplom w międzynarodowym konkursie w Wiedniu. Od 1932 do 1939 koncertowała w Krakowie, Krynicy, Warszawie, Berlinie, Brukseli i Oslo. Grała też często, szczególnie w latach 1938-1939 w Polskim Radio (przeważnie w Krakowie), ale nie brała udziału w konkursach chopinowskich.
Podczas wojny mieszkała w Krakowie; od marca 1941 w Filharmonii Generalnego Gubernatorstwa grała utwory Liszta, Chopina, Mozarta i Beethovena w "koncertach dla Polaków"; w 1944 grała koncerty charytatywne organizowane przez Radę Główną Opiekuńczą, a 5 maja tego roku publicznie wykonała po raz pierwszy własną kompozycję fortepianową.
Po wojnie mieszkała nadal w Krakowie; koncertowała – prócz miasta rodzinnego – także w Łodzi, Katowicach i Toruniu, w Polskim Radio oraz w Czechosłowacji (Karlowe Wary i Praga) i w 1946 w Oslo. W następnych latach koncertowała coraz mniej (ostatnie koncerty dała w Polskim Radiu w Krakowie w 1949 i 1950); krytykowano sposób jej gry, zarzucano jej także współpracę z niemieckim okupantem w czasie wojny (koncerty w GG), a nawet berlińskie studia przed wojną. Po kilku nieudanych próbach wyjazdu z Polski wyjechała w końcu do Anglii, gdzie uzyskała azyl polityczny. Zamieszkała w Londynie, gdzie w 1974 zmarła w wyniku obrażeń odniesionych podczas pożaru.
Napisane przez Halinę Sembrat kompozycje nie były (oprócz Elegii d-moll) nigdy jeszcze publicznie wykonywane i nie zostały nigdy wydane.